# Raphia personata
Raphia personata är en fjärilsart som beskrevs av Walker 1865. Raphia personata ingår i släktet Raphia och familjen nattflyn. Inga underarter finns listade.